# Vicente Sales
Vicente Sales Musoles (Burriana, 28 de diciembre de 1883 - 31 de enero de 1958) fue abogado, diplomático y político español.

## Biografía
Estudió Derecho y Filosofía y Letras en la Universidad de Valencia, doctorándose en ambas carreras en la Universidad Central de Madrid. Trabajo como pasante de Niceto Alcalá-Zamora y Torres y en las elecciones generales de 1916 obtuvo el acta de diputado al Congreso por el distrito electoral de la Seo de Urgel, integrado en la candidatura del Partido Liberal. Al proclamarse la Segunda República en 1931, ingresó en la Derecha Liberal Republicana de Alcalá-Zamora. Con esta formación concurrió con éxito a las elecciones a Cortes Constituyentes de 1931. Poco después fue nombrado embajador de España en Brasil.